# Laurie Lee
Laurence Edward Alan „Laurie“ Lee MBE (* 26. Juni 1914 in Stroud, Gloucestershire; † 13. Mai 1997 ebenda) war ein britischer Dichter, Romancier und Drehbuchautor. Für den 1959 oscarnominierten Dokumentar-Kurzfilm Journey Into Spring verfasste Lee die begleitenden Kommentare.
Sein Hauptwerk bilden drei autobiografische Erzählungen:

Im ersten Band Cider with Rosie (1959, deutscher Titel: Des Sommers ganze Fülle) erzählt Lee von seiner Kindheit im Dorf Slad in der englischen Grafschaft Gloucestershire. Es ist das bekannteste Buch von Laurie Lee, wurde in viele Sprachen übersetzt und mehrfach verfilmt.
Der zweite Band As I Walked Out One Midsummer Morning (1969, deutscher Titel: An einem hellen Morgen ging ich fort) erzählt davon, wie Lee seinen Heimatort verlässt, nach London kommt und 1935 zum ersten Mal Spanien besucht.
Der dritte Band A moment of war (1991) handelt von Lees Rückkehr nach Spanien im Dezember 1937, wo er sich im Bürgerkrieg den Internationalen Brigaden anschließt.
Laurie Lee war der jüngere Bruder des Filmregisseurs Jack Lee.